# Schleswigsche Partei
El Schleswigsche Partei (Partit Slesvigès) és un partit polític representatiu de la minoria alemanya de Dinamarca, els Alemanys de Jutlàndia Meridional. Va tenir presència al Folketing danès de 1920 al 1939, i novament de 1953 a 1964, on el representant fou Hans Schmidt, però després de les eleccions de 1964. Té una organització jovenil, Junge Spitzen.
No va obtenir representació a les eleccions de 1968 i de 1971, i a les de 1973, 1975 i 1977 va presentar-se dins les llistes del Centrum-Demokraterne a Sønderjylland. El 2001 va obtenir 4.417 vots i té representació als municipis de Sønderborg, on va obtenir 874 vots (2,0%) i un regidor, Tønder, on va treure 978 vots (4,4%) i un regidor, i Aabenraa (Apenrade), on obté 2.002 vots (5,9%) i dos consellers.
A les eleccions per l'Assemblea del Districte de 2001, el partit va obtenir 4.417 vots. Durant el període electoral 2001–2006 va obtenir representació a 5 dels 23 municipis de Nordschleswig: Tinglev (Tingleff), Tønder (Tondern), Højer (Hojer), Aabenraa (Apenrade) i Løgumkloster (Lügumkloster).